# 丑野毅
丑野 毅（うしの つよし、1942年（昭和17年） - ）は日本の考古学者。専門は考古学。元東京国際大学教授。

## 学歴
- 1965年 明治大学文学部卒業

## 職歴
- 東京大学教養学部助手
- 東京大学助教授
- 東京国際大学人間社会学部教授

## 専門分野
- 土器の施紋具の復元
- 石器の製作技術

## 主論文
- 「刻印のレプリカ法による観察」（『汐留遺跡第3分冊』汐留地区遺跡調査会）
- 「楕円押型文の観察」（国際基督教大学考古学研究センター)